# Claude Delvincourt

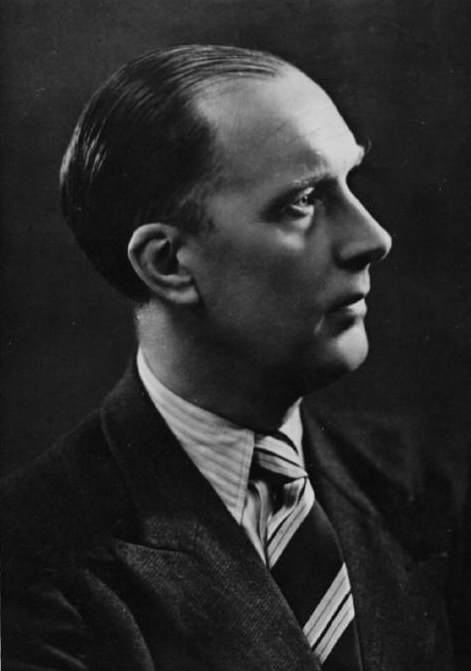
Claude Delvincourt (1935)

Claude Delvincourt (* 12. Januar 1888 in Paris; † 5. April 1954 in Orbetello) war ein französischer Komponist.

## Leben
Claude Delvincourt studierte seinem Jurastudium ab 1906 am Pariser Konservatorium bei Georges Caussade Kontrapunkt, bei Léon Boëllmann, Henri Büsser und bei Charles-Marie Widor Komposition. 1913 gewann er beim Wettbewerb um den Prix de Rome mit der Kantate Yanitza den zweiten Preis. Sein Romaufenthalt wurde durch den Ausbruch des Ersten Weltkrieges unterbrochen, er verpflichtete sich zum Armeedienst und erlitt 1915 eine schwere Verwundung. Ab 1919 setzte er seinen Romaufenthalt fort.
1926 wurde er als Nachfolger von Ludovic Panel Organist an der Kirche Sacré-Cœur de Montmartre. 1931 wurde er zum Leiter des Konservatoriums von Versailles berufen, ihm folgte 1941 Jean Hubeau. 1941, während der deutschen Besatzungszeit wurde er als Nachfolger von Henri Rabaud Leiter des Pariser Konservatoriums. Durch Gründung des Orchestre des Cadets du Conservatoire gelang es ihm, über sechzig Schüler des Konservatoriums über mehrere Jahre vor der Arbeitsdienstverpflichtung in Deutschland zu bewahren. Er war auch in der Widerstandsorganisation Front National des Musiciens aktiv, der Musiker wie die Pianistin Marie-Louise Boëllmann-Gigout (Tochter seines Lehrers), Jacques Chailley, Roger Désormière und Irène Joachim angehörten. 1954 kam er auf der Reise nach Rom, zur Uraufführung seines Streichquartettes, bei einem Verkehrsunfall ums Leben.
Seit 1949 war er assoziiertes Mitglied der Académie royale des Sciences, des Lettres et des Beaux-Arts de Belgique (Classe des Beaux-Arts).

## Werke
- Quintette für Streicher und Klavier, 1907
- Thestylis für Gesang und Orchester, 1907
- Hodie Christus natus für Chor, Oboe, Fagott und Orgel, 1909
- Aurore für vierstimmigen Frauenchor und Klavier oder Orchester, 1910
- Acis et Galathée, Kantate, 1910
- Nuit tombante für gemischten Chor oder Vokalquartett und Klavier oder Orchester, 1911
- Yanitza, Kantate, 1911
- La Source für Chor und Klavier oder Orchester, 1912
- Fulvia, Kantate, 1912
- Sommeil d’enfant, 1912
- Faust et Hélène, Kantate, 1913
- Typhaon, sinfonische Dichtung, 1914
- Sérénade (Radio-Sérénade), 1914
- Six poèmes de Maurice d’Assier, 1918
- Ave Verum für Soli, Chor, Streichquintett und Orgel, 1918
- Boccaceries, Klaviersuite, 1922
- Croquembouches, Klaviersuite, 1926
- Offrande à Siva, 1926
- Le Bal vénitien für Orchester, 1927
- Poème choréographique, 1931
- Chansons de la ville et des champs, 1933
- La Croisière jaune, Filmmusik für eine Dokumentation über die Croisière Jaune, 1934
- Ce monde de rosée für Gesang und Klavier (Orchesterfassung 1934)
- 4 Chansons de Clément Marot für Gesang und Klavier, 1935
- La Femme à barbe, musikalische Farce, 1936
- Images pour les Contes du temps passé für Klavier zu vier Händen, 1936
- Automne, sinfonische Dichtung für Chor und Orchester, 1937
- Oedipe Roi Musik zum Schauspiel von Sophokles, 1939
- Un éventail, un sourire, 1942
- Lucifer ou Le Mystère de Caïn, Mysterienspiel, 1948
- Le bourgeois gentilhomme (Bühnenwerk nach Molière), Paris, 1948
- Salut Solennel für Solisten, gemischten Chor und Orchester, 1953
- Streichquartett, (1953)
- Pater Noster, (uraufgeführt 1955)